# Florencia Habif
Florencia Habif, född den 22 augusti 1993 i Buenos Aires, Argentina, är en argentinsk landhockeyspelare.
Hon tog OS-silver i damernas landhockeyturnering i samband med de olympiska landhockeytävlingarna 2012 i London.